# 사스키아 뮐더르
사스키아 뮐더르(네덜란드어: Saskia Mulder, 1973년 5월 18일 ~ )는 네덜란드의 배우 겸 작가이다.
헤이그에서 태어났다.

## 영화
- 디센트: Part 2 (2009년) - 레베카 역
- 벨로리종 (2005년) - 루시 역
- 디센트 (2005년) - 레베카 역
- 좋은 걸 어떡해 (2001년)
- 아빠 둘 엄마 하나 (1996년)